# سيلفانيان فامليز
سيلفانيان فامليز (シルバニアファミリー شيروبانيا فاميري) (تُعرف باسم كاليكو كريترز في الولايات المتحدة) هي مجموعة من التماثيل الحيوانية المجسمة القابلة للتحصيل المصنوعة من البلاستيك المزخرف. أنشأتها شركة الألعاب اليابانية إبك في عام 1985 ووزعتها عدد من الشركات في جميع أنحاء العالم.

## التاريخ

### البداية
في بداية الإنتاج في 20 مارس 1985 ابتكرت شركة إيبوك لعبة "عائلات سيلفانيان" وأصدرتها في اليابان مستخدمةً مفهوم بيوت الدمى وشخصيات الحيوانات المجسمة. لقد صُنعت الإصدارات الأولى من بيوت الدمى ومجموعات الألعاب الأخرى من البورسلين وصُنع الأثاث من الخشب، ولكن الإصدارات اللاحقة استبدلت هذه المواد بالبلاستيك والمعدن في الإنتاج. كما طُرحت الألعاب لاحقًا في أمريكا الشمالية في العام نفسه ولكن بتغليف مختلف واختلافات طفيفة في الشخصيات نفسها. كان عنوان اللعبة في الأصل بعنوان مجموعة ألعاب الحيوانات من نظام عصر أصدقاء الغابة اللطيفين من عائلات سيلفانيان (森のゆかいな仲間たち エポック社 システム・コレクション・アニマルトーイ・シルバニアファミリー موري نو يوكاينا ناكاما-تاتشي إبوكو-شا شيسوتيمو كوريكوشون أنيمارو توي شيروبانيا فاميري) ولكن غيروه إلى اسمه الحالي. "سيلفانيان" وتعني "الغابة" من الإله الروماني سيلفانوس.
في سبتمبر 1987 أنتجت السلسلة مسلسل رسوم متحركة من إنتاج مدينة الرسوم المتحركة ديك و تمس إنترتينمنت والذي استمر لمدة 13 حلقة. حيث كان المسلسل شائعًا في المملكة المتحدة وإسبانيا. عدل اسم المسلسل التلفزيوني المستند إلى عائلات سيلفانيان في بلدان مختلفة. كما عرض في الولايات المتحدة في أواخر الثمانينيات على قناة قناة سي بي إن العائلية وفي أواخر التسعينيات على تلفزيون باكس. وفي وقت لاحق من نفس العام أدى النجاح في هذه الأسواق إلى التوسع في أوروبا الغربية بدءًا من حصول الفرع البريطاني لشركة تومي على الحقوق الحصرية للعلامة التجارية في المملكة المتحدة. ثم قدمت عائلات تومي سيلفانيان إلى سوق المملكة المتحدة في عام 1987 وسرعان ما أصبحت الأكثر مبيعًا.
بحلول عام 1988 حققت شركة عائلات سيلفانيان نجاحًا كبيرًا في جميع أنحاء العالم حيث فازت بجائزة "لعبة العام" التي تمنحها جمعية تجار التجزئة للألعاب البريطانية لثلاث سنوات متتالية في أعوام 1987 و1988 و1989.
في عام 1993 فقدت شركة تومي التي كانت توزع الألعاب عالميًا حقوق اسم "عائلات سيلفانيان" في كندا والولايات المتحدة. لكن أعادت تومي طرح خط إنتاجها تحت اسم جديد هو "كاليكو كريترز" من شركة "كلوفرليف كورنرز" والذي أصبح يُعرف الآن باسم "كاليكو كريترز". كما تُوزع شركة إيبوك إيفرلاستينج بلاي ذ.م.م. حاليًا خط إنتاج "كاليكو كريترز" في الولايات المتحدة وكندا.

### الانحدار وإعادة الاختراع

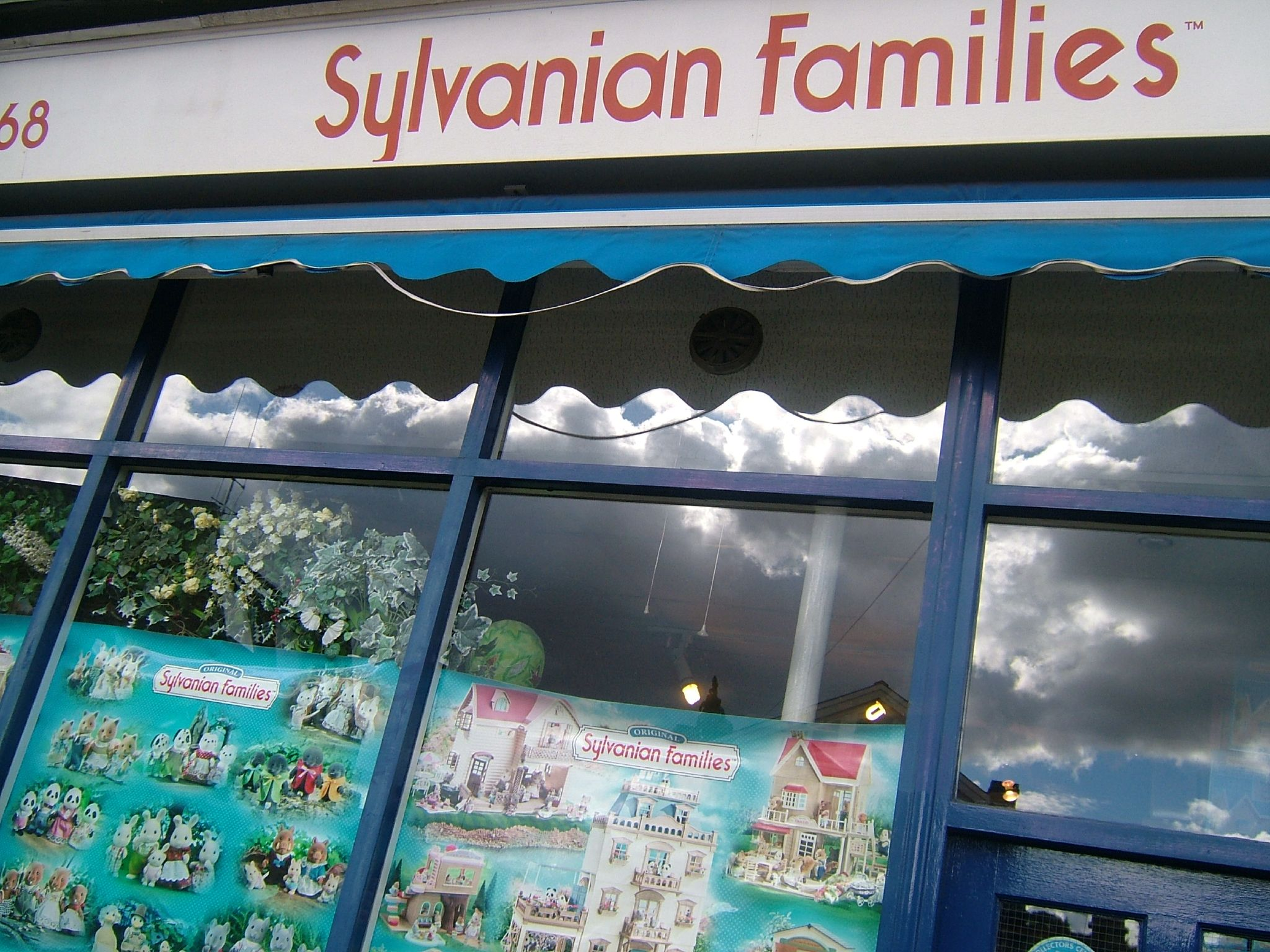
واجهة متجر عائلات سيلفانيان المغلق الآن في لندن

بحلول أواخر تسعينيات القرن العشرين أوقف إنتاج عائلة سيلفانيان في المملكة المتحدة مع إعادة تقديمها بواسطة فلير منذ عام 1999. وقد افتُتح متجر مستقل لسلفانيان فاميليز عام 1992 في فينسبري بارك بلندن. أما لاحقًا فأُعيد طرح سيلفانيان فاميليز في أستراليا وأصبحت متوفرة على نطاق أوسع هناك. وتوقفت شركة تومي عن بيع كاليكو كريترز لكن شركة جديدة -إنترناشونال بلاي ثينجز المعروفة الآن باسم إيبوك إيفرلاستينغ بلاي- استحوذت على خط الإنتاج.
في عام 1999 احتفلت سلسلة ألعاب الأطفال بالذكرى الخامسة عشرة لتأسيسها في اليابان بافتتاح مطعم مطبخ الغابة السيلفانية (シルバニア森のキッチン شيروبانيا موري نو كيتشين) " والذي كانت تديره وتشغله شركة إبك. فلم يقتصر المطعم على تقديم الطعام فحسب بل باع أيضًا بضائع وألعابًا مستوحاة من امتياز الشركة. وأُغلق المطعم في فبراير 2011.
في عام 2004 احتفلت السلسلة بالذكرى العشرين لتأسيسها في اليابان بإصدار عائلة سنجاب الجوز. وفي شهر يوليو من ذلك العام أعلنت شركة إبك عن منطقة جذب جديدة في جرينبا وهي حديقة ترفيهية يديرها فوجي كيوكو. الجذب الذي كان يسمى في الأصل قرية سيلفانيان (シルバニアビレッジ شيروبانيا بيريجي) قبل إعادة تسميتها إلى حدائق سيلفانيان (シルバニアガーデン شيروبانيا جادين) بدأ تشييده بإشراف إبك. وفي عام 2005 استضافت السلسلة أول حدث مباشر لها بعنوان مسرحية سيلفانيان فاميلي الموسيقية ~ الضجة الكبيرة عشية الحفلة! (シルバニアファミリーミュージカル～パーティーイブは大さわぎ！ شيروبانيا فاميري ميوجيكارو ~ باتي إيبو وا أوساواجي!) والذي استضافته في مسرح جيكيدان كوجومازا. أصدروه لاحقًا على دي في دي في عام 2006.
في عام 2006 اختيرت شخصيات ألعاب الأطفال لتكون تميمةً للوحدة الوطنية للتعاونيات التأمينية التابعة للاتحاد الوطني للعمال والمستهلكين. وبحلول نهاية العام بلغ إجمالي مبيعات الألعاب 78 مليون وحدة.
في عام 2007 تعاونت إيبوك مع إيتوتشو ونيبون كولومبيا وشوجاكوكان لإنتاج سلسلة أوفا ثلاثية الأبعاد بتقنية سي جي آي مستوحاة من سلسلة الألعاب التي أنتجها كوجي كاواغوتشي ويوميكو موريياي وأخرجها أكيرا تاكامورا. كما صدرت جميع الحلقات الثلاث في 20 يونيو. ووفقًا لإيبوتش كان من المقرر إنتاج المزيد من الحلقات لكنها لم تُنتج لأسباب مجهولة. وفي المملكة المتحدة احتفلت فلير بالذكرى العشرين للسلسلة بعرض مجموعة مختارة من المنتجات الجديدة. إن أكثرها مبيعًا قارب أوتر وعائلة دالماتية المُعاد تقديمها حيث ارتدت قبعات حفلات كُتب عليها "عيد ميلاد سعيد!".
في مارس 2009 احتفلت السلسلة بالذكرى الخامسة والعشرين لانطلاقها في اليابان بافتتاح معلم حدائق سيلفانيان في غرينبا. ويضم المعلم، الذي تديره شركة إيبوك نماذج طبق الأصل من منازل ومباني سلسلة الألعاب بالإضافة إلى متحف يعرض تاريخ هذه الألعاب. كما يضم المعلم متجرًا يبيع منتجات حصرية للحديقة. في عام 2010 استضاف الامتياز مرة أخرى مسرحيتين موسيقيتين عائلات سيلفانيان الموسيقية المثيرة (シルバニアファミリーわくわくミュージカル شيروبانيا فاميري واكواكو ميوجيكارو) وستيج مثيرة من عائلات سيلفانيان (シルバニアファミリーわくわくステージ شيروبانيا فاميري واكوواكو سوتيجي). وكلاهما أصبح عنصرًا أساسيًا في الترويج للألعاب في المؤتمرات.
في عام 2013 نُقلت حقوق الألعاب في المملكة المتحدة إلى شركة إبك يو كي المُشكّلة حديثًا وبدأت بتوزيع الألعاب اعتبارًا من ١ يناير 2014. ثم توقفت شركة فلير عن توزيع الألعاب في ٣١ ديسمبر من العام نفسه.
في عام 2015 حظرت سلسلة من اللوحات التي أبدعتها الفنانة البريطانية ميمسي والتي تصور عائلات سيلفانيا المهددة من الإرهابيي "مايس-إز" من معرض باشن فور فريدم.
في عام 2018 افتتح متنزه ترفيهي حول منتزهات سيلفانيان كجزء من كوموريبي موري نو إيبارايدو مع الافتتاح الكبير في 14 يوليو والافتتاح الرسمي للجمهور في 23 يونيو.
في عام 2020 احتفالًا بالذكرى الخامسة والثلاثين طُلب من العملاء المشاركة في استطلاع رأي لاختيار شخصيتهم المفضلة وأعيد تقديم الشخصية الفائزة. كما حصلت عائلة الأغنام على المركز الثالث وعائلة القندس على المركز الثاني وأُعلن عن فوز عائلة البط.
في عام 2020 أيضًا افتتح ثاني حديقة لعائلات سيلفانيا في الحديقة الزراعية في أوساكا.
أغلق متجر سيلفانيان فامليز في لندن في أبريل 2023.

## جلسة
تدور أحداث السلسلة بأكملها في سيلفانيا (シルバニア شيروبانيا) ، وهي قرية خيالية في مكان ما بأمريكا الشمالية وعُدِّلت لاحقًا إلى غريت نيتشر. كما تنتمي غالبية العائلات إلى الطبقة المتوسطة الريفية ويمتلك العديد منهم شركات عائلية محلية ولكنها ناجحة أو يعملون في وظائف مثل الأطباء والمعلمين والفنانين ومراسلي الأخبار والنجارين وسائقي الحافلات. وقد صُمِّموا على طراز الخمسينيات. حيث يمكنهم العيش في منازل كبيرة متعددة الطوابق أو امتلاك مساكن مبنية على فكرة نوع من بيوت العطلات. وقد صُمِّمت المنازل بأسلوب واقعي ويمكن تزيينها وإعادة تصميمها. كما يمكنهم أيضًا المشاركة في أنشطة ترفيهية مثل الإبحار أو ركوب الخيل وغالبًا ما يستضيفون حفلات في الحديقة أو يذهبون في عطلات تخييم قصيرة.
الشخصيات المُصنَّفة ضمن العائلات كانت تُصوِّر في الأصل حيوانات الغابة النموذجية مثل الأرانب والسناجب والدببة والقنادس والقنافذ والثعالب والغزلان والبوم والراكون وثعالب الماء والظربان والفئران. ثم توسَّعت لتشمل حيوانات أخرى مثل القطط والكلاب والهامستر وخنازير غينيا والبطاريق والقرود والأبقار والأغنام والخنازير والفيلة والباندا والكنغر والكوالا والميركات والزرافات وأسود البحر. وتتكون معظم العائلات من أب وأم وأخت وأخ وتستمر في إضافة أفراد العائلة مثل الأجداد والرُضَّع والإخوة الأكبر سنًا.

## دعوى قضائية
في أبريل 2025 رفعت شركة إبك دعوى قضائية في الولايات المتحدة ضد مستخدمة تيك توك الأيرلندية ثيا فون إنجلبريشتن بتهمة "إنشاء ونشر وتوزيع مقاطع فيديو إعلانية عبر الإنترنت" باستخدام ألعاب سيلفانيان فامليز دون إذن. حيث اشتهرت فون إنجلبريشتن بسلسلة مقاطع الفيديو "دراما سيلفانيا" التي كانت تنشرها منذ عام 2021. وقد جمعت 2.5 مليون متابع على تيكتوك ومليون متابع على إنستغرام مما جعلها أفضل مقاطع التيكتوك في فلتشر لعام 2021. وتضمنت سلسلة مقاطع الفيديو "دراما سيلفانيا" أيضًا مقاطع فيديو برعاية علامات تجارية مثل نتفلكس وتاكو بل وسفورا وبوربيري ومارك جاكبس. وذكرت إبك عن طريق الدعوى القضائية أن الرعايات لم تكن مصرح بها لعلامتها التجارية وأن سلسلة مقاطع الفيديو تسببت في "ضرر لا يمكن إصلاحه" لسمعتها.

## ميديا

### الرسوم المتحركة
يوجد العديد من مسلسلات الرسوم المتحركة المقتبسة من عالم عائلات سيلفانيان: عائلات سيلفانيان وهو مسلسل مشترك عُرض لأول مرة عام 1987، وقصص عائلات سيلفانيان (1988) وهو مسلسل بريطاني متحرك بتقنية إيقاف الحركة، ومسلسل رسوم متحركة أصلي صدر عام 2007 ويُسمى أيضًا عائلات سيلفانيان. ثم أُنتجت حلقة أوفا جديدة عام 2015 وأخرى عام 2017 للترويج لسلسلة فرعية بعنوان "مدينة عائلات سيلفانيان". وأنتجت شوغاكوكان ميوزيك وديجيتال إنترتينمنت كلا الحلقتين وطُرحتا أيضًا خارج اليابان عبر يوتيوب ونتفليكس.
في عام 2017 أنتجت شركة موسيقى شوغاكوكان والترفيه الرقمي أيضًا مسلسل تلفزيوني قصير متحرك مكون من 12 حلقة بعنوان سيلفانيان فامليز ميني ستوريز وبُث على قناة تي في طوكيو في اليابان من 7 أكتوبر إلى 23 ديسمبر. كما بُث الموسم الثاني على قناة طوكيو مكس وتي في كانغاوا في اليابان من 3 أكتوبر إلى 19 ديسمبر 2018. ثم بُث الموسم الثالث في 3 أكتوبر 2019. تمتلك نتفلكس حقوق بث الموسم الأول من المسلسل بينما تمتلك أمازون حقوق بث الموسم الثاني.
فيلم مقتبس من إنتاج فريباري بعنوان فيلم عائلات سيلفانيان: هدية من فريا (劇場版 シルバニアファミリー フレアからのおくりもの جيكيجوبان شيروبانيا فاميرو فوريا كارا نو أوكوري مونو) صُدر في 23 نوفمبر 2023. إن الفيلم من إخراج كازويا كوناكا مع هيروتوشي كوباياشي ككاتب للفيلم وجون إيتشيكاوا لتأليف نتيجة الفيلم. وفي نفس العام أُصدر أنمي مكون من 13 حلقة بعنوان عائلة سيلفانيان فريا لا تذهب إلى الحلم! (シルバニアファミリー フレアのゴー・フォー・ドリーム！، 'Sylvanian Families: Freya's Go For Dream!') عُرض لأول مرة في 6 يوليو على قناة طوكيو مكس. والإنمي من إخراج هيناتا تاكانو وكايتو إيواتا وهو من تأليف أويكو ميورا مع ريكا كيهارا وميكا تاني والموسيقى من تأليف يويتشي "ماسا" نوناكا.

### الألعاب
إلى جانب المسلسل المتحرك أنتجت السلسلة أيضًا سبع ألعاب فيديو وجميعها من إنتاج إبك.
- العائلات السيلفانية: قلادة أوتوجي نو كوني نو (シルバニアファミリー おとぎの国のペンダント شيروبانيا فاميري: أوتوجي نو كوني نو بندانتو؟، حرفيًا: عائلات سيلفانيان: قلادة أرض الجنيات) (غيم بوي كولر)
- ألحان سيلفانيان ~ موري نو ناكاما إلى أودوري ماشو!~ (シルバニアメロディー ～森のなかまと踊りましょ!～ شيروبانيا ميرودي ~موري نو ناكاما إلى أودوريماشو!~؟، ألحان سيلفانيان ~دعونا نرقص مع أصدقاء الغابة!~) (غيم بوي كولر)
- العائلات السيلفانية 2: إيروزوكو موري نو فانتاسي (シルバニアファミリー2 色づく森のファンタジー شيروبانيا فاميري تسو: إيروزوكو موري نو فانتاجي؟، حرفيًا: عائلات سيلفانيان 2: غابة قوس قزح الخيالية) (غيم بوي كولر)
- العائلات السيلفانية 3: هوشيفورو يورو نو سونادوكاي (シルバニアファミリー3 星ふる夜のすなどけい شيروبانيا فاميري سوري: هوشيفورو يورو نو سونادوكاي؟، حرفيًا، عائلات سيلفانيان 3: ساعة رملية لنجوم الأمنيات) (غيم بوي كولر)
- العائلات السيلفانية 4: ميجورو كيسيتسو نو تبستري (シルバニアファミリー4 めぐる季節のタペストリー شيروبانيا فاميري فو: ميغورو كسيتسو نو تابسوتوري؟، حرفيًا: عائلات سيلفانيان 4: نسيج الفصول الأربعة) (غيم بوي أدفانس)
- عائلات سيلفانيان: يوسي نو ستيك تو فوشيجي نو كي مارون إينو نو أونا نو كو (シルバニアファミリー 妖精のステッキとふしぎの木 マロンイヌの女の子 شيروبانيا فاميري: يوسي نو سوتكي تو فوجيكي نو كي مارون إينو نو أونا نو كو؟، حرفيًا: عائلات سيلفانيا: عصي الجنية والشجرة الغامضة إسمي هاكلبيري) (غيم بوي أدفانس)
- العائلات السيلفانية: مصمم الأزياء ني ناريتاي! كورومي ريسو نو أونا نو كو (シルバニアファミリー ファッションデザイナーになりたい! くるみリスの女の子 شيروبانيا فاميري: فاسهوندازينا ني ناريتاي! كورومي ريسو نو أونا نو كو؟، حرفيًا، عائلات سيلفانيان: أريد أن أصبح مصممة أزياء! فتاة سنجاب الجوز) (غيم بوي أدفانس)
- عائلات سيلفانيان: مهرجانسيلفانيان (シルバニアファミリー シルバニアフェスティバル شيروبانيا فاميري: شيروبانيا فيسوتيبارو؟، حرفيًا: عائلات سيلفانيان: مهرجان سيلفانيان) (ويندوز 98)
- العائلات السيلفانية: موري نو ناكاما إلى تانوشي أو تانجوبيكاي (シルバニアファミリー もりのなかまと たのしいおたんじょびかい شيروبانيا فاميري: موري نو ناكاما إلى تانوشي أو تانجوبيكاي؟، عائلات سيلفانيان: حفلة عيد ميلاد مع أصدقاء الغابة المرحين) (سيجا بيكو)

## روابط خارجية
- الموقع الرسمي لشركة إبك UK
- الموقع الرسمي الياباني (باليابانية)
- Calico Critters - الموقع الرسمي للولايات المتحدة
- الموقع الإلكتروني غير الرسمي لعائلات سيلفانيان الإسبانية
- نادي ومتجر Flair UK (وجمهورية أيرلندا) الرسمي (أغلق الآن)